# Forêts pluviales de Buru
Localisation
Les forêts pluviales de Buru sont une écorégion définie par le fonds mondial pour la Nature (WWF) qui couvre les îles de Buru et d'Ambelau dans la province indonésienne des Moluques. Elle appartient à l'écozone australasienne et au biome des forêts décidues humides tropicales et subtropicales,.

## Faune et flore

### Oiseaux
L'écorégion compte 178 espèces d'oiseaux, dont 10 endémiques (comme la Palette de Buru) et 19 autres sont présentes uniquement dans l'écorégion et dans les îles alentour.